# Canasta uruguaya
Canasta uruguaya es una película de comedia y drama mexicana de 1951 dirigida por René Cardona y protagonizada por Abel Salazar y Alma Rosa Aguirre.

## Argumento
Pablo (Abel Salazar) es un joven pierde su fortuna jugando al póquer. Poco después, el hombre que le ha ganado muere y su sobrina, Marta (Alma Rosa Aguirre) hereda el dinero.

## Reparto
- Abel Salazar como Pablo.
- Alma Rosa Aguirre como Marta Pérez García.
- Enrique Herrera como Francis, mayordomo.
- Jorge «Che» Reyes como Conde (como Che Reyes).
- Sara Guasch como Doña Sara.
- Sara Montes como Guillermina.
- José Torvay como Don Atenógenes.
- Florencio Castelló como Inventor.
- Antonio R. Frausto como Notario.
- Dolores Camarillo como Petra, cocinera (como Lolita Camarillo).
- Pedro Elviro como Señor Jiménez.
- Irma Vila como Cantante.
- Ricardo Adalid como Jugador de cartas (no acreditado).
- Salvador Quiroz como Licenciado (no acreditado).
- María Valdealde como Señora Jiménez, jugadora de cartas (no acreditada).
- Hernán Vera como Hombre en restaurante (no acreditado).